# (2387) Xi'an
(2387) Xi'an es un asteroide perteneciente al cinturón de asteroides, descubierto el 17 de marzo de 1975 por el equipo del Observatorio de la Montaña Púrpura desde el Observatorio de la Montaña Púrpura, Nankín (China).

## Designación y nombre
Designado provisionalmente como 1975 FX. Fue nombrado Xi'an en homenaje a Xi'an capital de la provincia China de Shaanxi.